# Кобзов Микола Миколайович
Микола Миколайович Кобзов (нар. 25 жовтня 1973, с. Пилипи-Борівські, Вінницька область, Україна, СРСР) — український цирковий діяч, президент Всеукраїнської громадської організації «Циркова спілка Кобзова», Заслужений працівник культури України.

## Біографія
- 1973 25 жовтня — Народився в селі Пилипи-Борівські,  Томашпільського району  Вінницької області
- 1974 — Разом з батьками переїжджає в  Нікополь (Дніпропетровська область)
- 1982 — Паралельно з навчанням в школі, займається у студії циркового мистецтва
- 1989 — Працює цирковим артистом в Північно-осетинської філармонії
- 1990 — Працює цирковим артистом в Київському «Цирку на сцені»
- 1997 — Працює помічником адміністратора колективу, при цьому продовжує працювати артистом цирку, після стає адміністратором колектива в «Цирку на сцені»
- 1999 — Створює і очолює власний цирк-шапіто «Арена-тріумф». Згодом реалізує ряд успішних проектів, найбільш відомий з яких — «Цирк Кобзов», успішно гастролює по всьому світу і донині
- 2002 — Ініціює створення Всеукраїнської громадської організації «Циркова спілка Кобзова», яка на тодішній день об'єднувала 14 цирків-шапіто, більше п'ятисот індивідуальних артистів і працівників різних циркових професій
- 2003 — При громадській організації «Цирковий союз Кобзова» організовує раду ветеранів цирку, який здійснює широку громадську і благодійну діяльність
- 2004 — Випускає перший пісенний альбом, до якого увійшли чотирнадцять пісень про цирк та циркові професії
- 2006 — Як почесний гість запрошений у Монте-Карло на 30-й ювілейний Міжнародний фестиваль циркового мистецтва. У цьому ж році як почесний гість бере участь у роботі Паризького фестивалю циркового мистецтва «Цирк завтрашнього дня»
- 2007 — Відкриває перший в  Україні Музей циркового мистецтва (Київ)
- 2007 — Член журі 6-го Міжнародного молодіжного фестивалю-конкурсу циркового мистецтва в  Москві, який проходить в Московському цирку Юрія Нікуліна і на 11-му міжнародному цирковому фестивалі «China Wuqiao International Circus Festival» (CWICF) в місті Шицзячжуан (Китай). Членство в журі цих та багатьох інших престижних фестивалів продовжується і понині
- 2007 — «Цирк Кобзов» стає членом Європейської Асоціації цирком (ECA)
- 2008 — У рамках проекту зі створення мережі пересувних дельфінаріїв в  Україні відкриває перший сезон Київського дельфінарію на  стадіоні «Спартак»
- 2009 — Випускає перший український цирковий журнал «Гастроль»
- 2009 — «Цирк Кобзов» стає членом правління Європейської Асоціації цирком (ECA)
- 2009 12 вересня — За ідеєю одного з засновників компанії Ю. Брайловська Микола Кобзов відкриває дельфінарій в Дніпропетровську
- 2009 23 вересня — Відкриває другий сезон Київського дельфінарію на  стадіоні «Спартак»
- 2010 квітень — Вийшов з дельфінарного бізнесу. Мережа пересувних дельфінаріїв в  Україні ліквідована2011

## Приватне життя
- Розлучений
- Дочка Тетяна
  - Дочка Анастасія

## Нагороди
- 2004 Звання «Заслужений працівник культури України» за внесок у розвиток циркового мистецтва і велику благодійну діяльність
- 2005 «Циркова спілка Кобзова», очолюваний Миколою Кобзовим — лауреат конкурсу «Бренд року»
- 17 березня 2007 Диплом лауреата загальнонаціональної програми «Людина року-2006»